# شارلوت بادجر
شارلوت بادجر (بالإنجليزية: Charlotte Badger)‏ هي قرصانة أسترالية إنجليزية المولد ولدت في سنة 1778 في برومسغروف في إنجلترا. عرفت بكونها أول قرصانة أسترالية. وأول إمراة بيضاء تستوطن في نيوزلندا.

## الحياة
ولدت بادجر لعائلة فقيرة في إنجلترا، وقد كانت المعيلة الوحيدة لأخوتها لتقوم في سنة 1796 بسرقة أموال لأجل دعمهم ويتم القبض عليها والحكم عليها بالنفي 7 سنين إلى نيوساوث ويلز في أستراليا. وصلت إلى سيدني في سنة 1801 وعملت هناك في إحدى المصانع وأنجبت أثناء ذلك إبنتها. بعد ذلك عملت في سفينة القبطان سامويل تشيس والذي كان متوجه إلى تسمانيا. عامل النساء معاملة قاسية وكان يقوم بجلدهن لأجل المتعة، إلى أن ثار ركاب السفينة. في سنة 1806 انتقلت مع صديقتها كاثرين هاجرتي وحبيبيهما جون لانكشاير وبنجامين كيلي نحو خليج الجزر في أقصى شمال نيوزيلندا بعد سرقتهم لإحدى السفن، واستقرت في قرية ماورية اسمها با. ومن هناك بدأت مهامها في القرصنة. في أبريل 1807 توفيت صديقتها هاجرتي فيما تركها كل من لانكشاير وكيلي في نهاية السنة، أما هي ففضلت البقاء مع السكان الماوريين المحليين والذين كونت صداقات معهم. نظرة الماوريين تغيرت نحوها بعد ذلك بعد أن شاهدوا ان من في طاقمها متورطين باختطاف نسائهم، لتترك نيوزلندا وتبحر نحو تونغا وهناك عثر عليها بحارة أمريكيين مع ابنتها في سنة 1818، ووصفوها بكونها شجاعة وسمينة. ذهبت معهم بعد ذلك نحو الولايات المتحدة مع إبنتها ولا يعرف مصيرها بعد ذلك.